# Castorplein
Het Castorplein is een van de vele pleintjes in Tuindorp Oostzaan in Amsterdam-Noord.

## Plein
Het plein kreeg zijn naam op 26 oktober 1921, ze werd vernoemd naar de ster Castor in een buurt waar alle straten en plein vernoemd zijn naar hemellichamen. Het is een van vier pleinen die symmetrisch rondom het Zonneplein liggen. De andere drie kregen de namen Planetenplein, Sterrenplein en Polluxplein. Het Castor- en Polluxplein worden met elkaar verbonden door de Betelgeuzestraat en Rigelstraat. Bij oplevering zag het plein er nog enigszins troosteloos uit, met name door de aanplant van zeer jonge boompjes.
In 1963 werd het plein heringericht en kwam er een rolschaatsbaan in de lengte van het plein, wel nog omringd door bomen. Die speelplaats werd later weer opgeruimd en vervangen door een modernere. 
Ook de originele bomen zijn verdwenen. In 1970 kwam er nieuwe aanplant met Kaukasische vleugelnoten. Aan de noordrand kwamen in 1980 valse acacia's. 

## Gebouwen
De bebouwing valt in twee stijlen uiteen. De stroken langs de Betelgeuzestraat en Rigelstraat zijn woningen neergezet naar ontwerp van architecten Berend Tobia Boeyinga en Jo Mulder, die ook het stratenplan hadden bedacht. De woningen uit circa 1922 zijn gebouwd in de stijl van de Amsterdamse School volgens de ordekaart wel behoudswaardig, maar geen gemeentelijk of rijksmonument.  Aan de west- en oostkant staan woningen, respectievelijk huisnummers 7-21 en 8-22, ontworpen door Jo Mulder alleen. Deze zijn opgetrokken als experimentele betonbouw en hebben een uitstraling die lijkt op het uiterlijk van de woningen in betondorp. Beide blokken zijn rijksmonument (508378 en 508379); samen met de woningen in de Castrostraat vormen ze nog een monumentencomplex (508377). Ze laten een combinatie zien van de Amsterdamse School en het rationalisme. De woningen kregen twee bouwlagen onder een in de lengte doorlopend schilddak, dat met haar rode kleur afsteekt tegen het lichtgrijze beton uitgevoerd volgens het Winget-systeem. Buitenwanden zijn van grindbeton en binnenwanden van slakkenbeton. Door de pleisterlaag zijn soms de in halfsteensverband geplaatste betonblokken nog te onderscheiden. Het tuindorp is verder ook nog beschermd stadsgezicht.

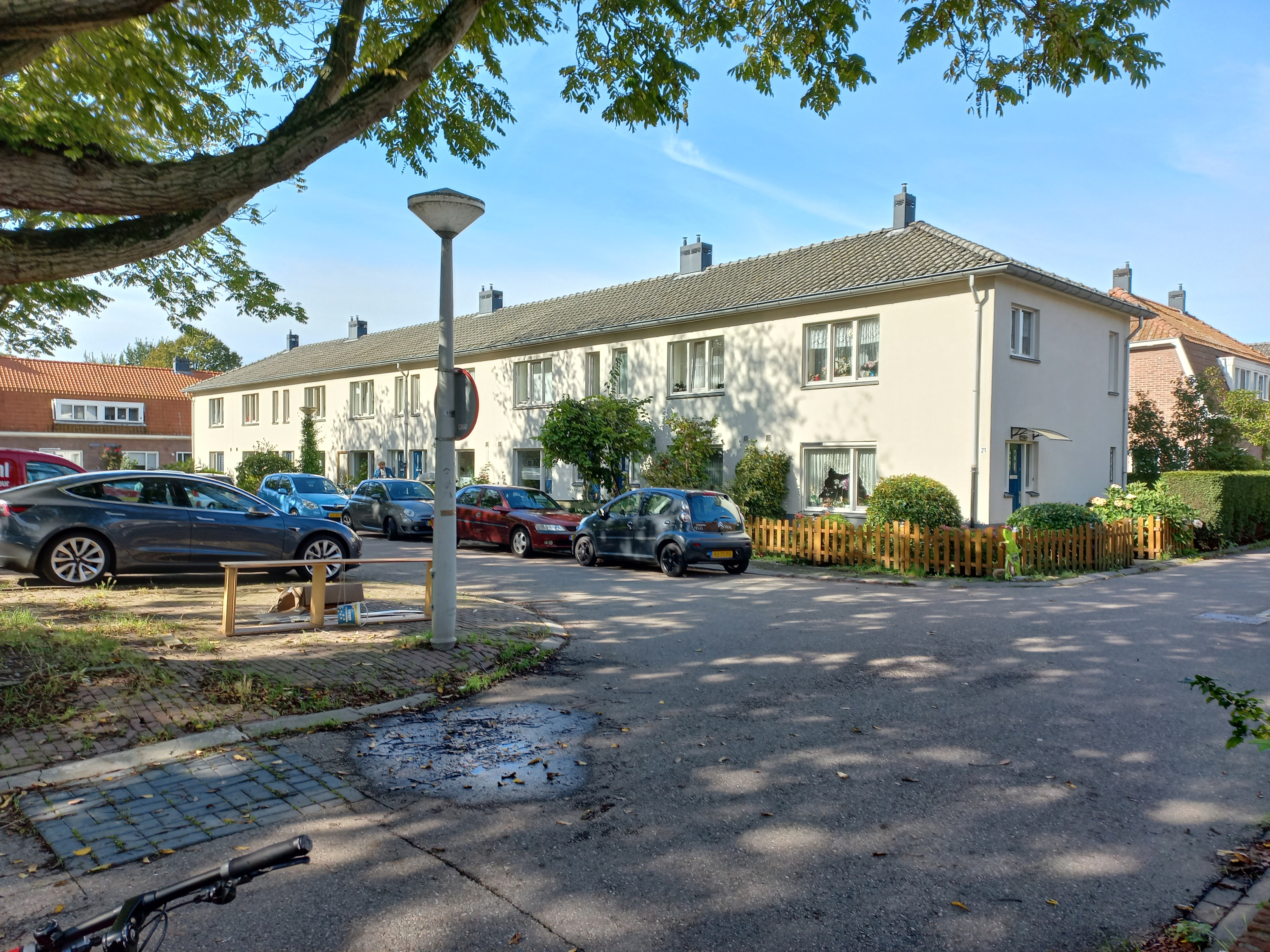
Castorplein 7-21 (september 2023)
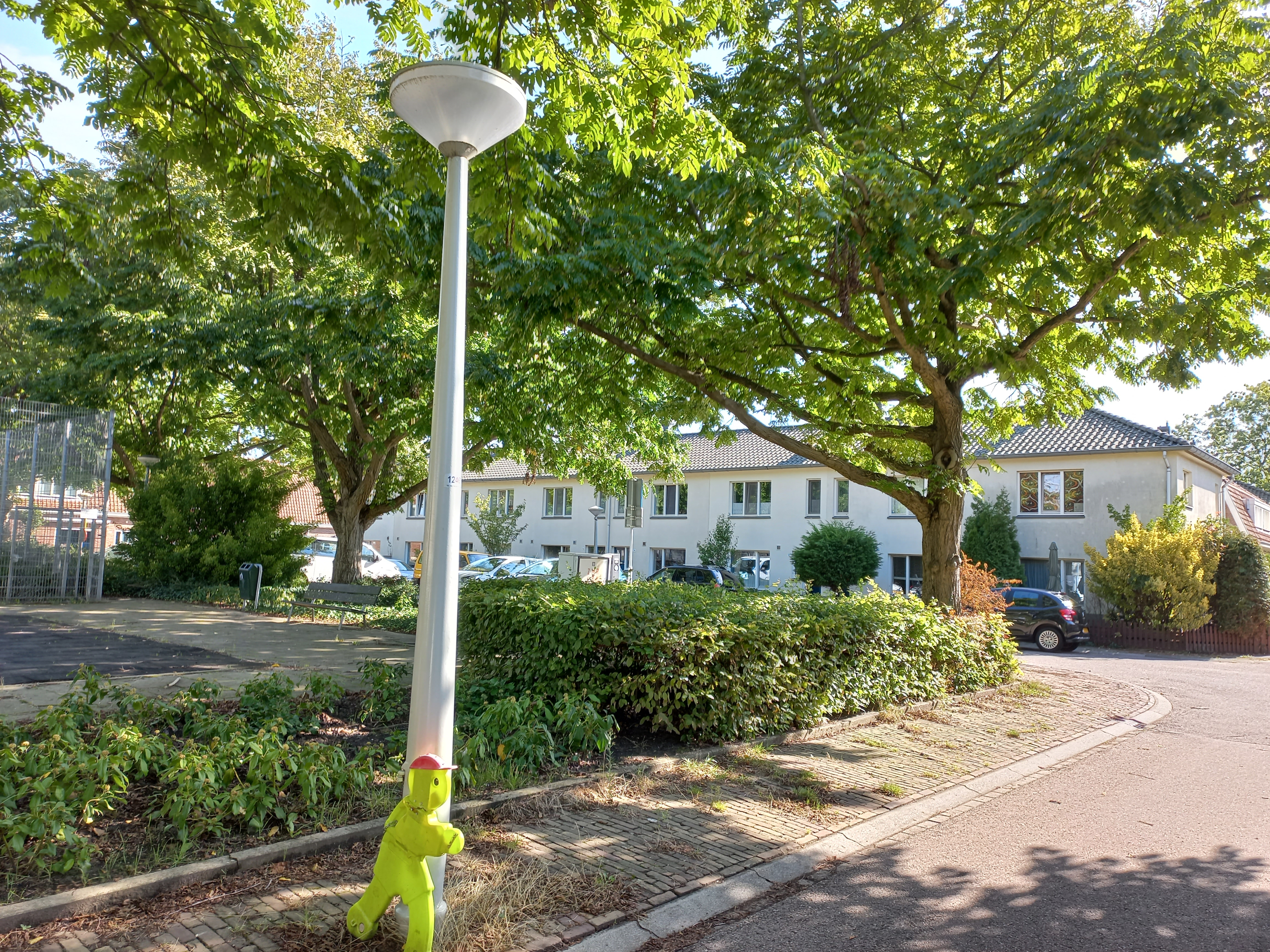
Castorplein 8-22 (september 2023)